# Prăjeni
Prăjeni is een Roemeense gemeente in het district Botoșani.
Prăjeni telt 3393 inwoners.